# مینیه سو وای یام
مینیه سو وای یام (انگلیسی: Minnie Soo Wai Yam; ۱۳ آوریل ۱۹۹۸) بازیکن تنیس روی میز بود.
وی در مسابقات کشوری و بین‌المللی در مجموع برندهٔ ۳ مدال برنز شده‌است.